# Fladafjärden
Fladafjärden är en vik i Finland. Den ligger i landskapet Österbotten, i den sydvästra delen av landet, 280 km nordväst om huvudstaden Helsingfors.
Fladafjärden är en vik som skär in i fastlandet söder om Sideby i Kristinestads kommun. Fladafjärden skiljs från Lötfjärden av Rönnskäret.